# Билштет
Билштет (њем. Bülstedt) општина је у њемачкој савезној држави Доња Саксонија. Једно је од 57 општинских средишта округа Ротенбург (Виме). Према процјени из 2010. у општини је живјело 728 становника. Посједује регионалну шифру (AGS) 3357010.

## Географски и демографски подаци
Билштет се налази у савезној држави Доња Саксонија у округу Ротенбург (Виме). Општина се налази на надморској висини од 25 метара. Површина општине износи 25,6 km². У самом мјесту је, према процјени из 2010. године, живјело 728 становника. Просјечна густина становништва износи 28 становника/km².